# Cum Illud Semper
Cum Illud Sempre é uma encíclica do Papa Bento XIV, de 14 de dezembro de 1742, na qual o Pontífice aborda, em longa e documentada carta, o problema do governo das Paróquias: lembre-se que a Paróquia deve ser confiada a padres preparados e de moral íntegra; indica os procedimentos a seguir nos concursos para atribuição de igrejas paroquiais; e adverte contra escolhas injustas e injustificadas.

## Fonte
- Tutte le encicliche e i principali documenti pontifici emanati dal 1740. 250 anni di storia visti dalla Santa Sede, editado por Ugo Bellocci. Vol. I: Benedetto XIV (1740-1758), Libreria Editrice Vaticana, Città del Vaticano 1993